# Porcupine Tree
I Porcupine Tree sono un gruppo musicale rock progressivo britannico nato nella seconda metà degli anni ottanta per iniziativa di Steven Wilson.
Inizialmente nato come progetto solista di Wilson (all'epoca attivo con i No-Man), nel corso degli anni novanta i Porcupine Tree si sono evoluti in un vero e proprio gruppo con l'inclusione del tastierista Richard Barbieri, del bassista Colin Edwin e del batterista Chris Maitland. Durante questo periodo le sonorità dei Porcupine Tree erano perlopiù influenzate dal rock progressivo classico degli anni settanta, che sono mutate verso uno stile più moderno a partire da Signify (1996). Dopo un cambio di formazione che ha visto Gavin Harrison sostituire Maitland, i Porcupine Tree hanno optato per uno stile più pesante, che si è mantenuto tale fino alla pausa avvenuta nel 2010. Dopo una pausa di oltre dieci anni, nel 2021 la formazione (senza Edwin) si è riunita, pubblicando Closure/Continuation l'anno seguente.

## Storia del gruppo

### Primi anni (1987-1990)
I Porcupine Tree hanno avuto origine nel 1987 come frutto di una collaborazione scherzosa tra Steven Wilson e Malcolm Stocks. Parzialmente ispirati alle band psichedeliche degli anni settanta, in particolare dai Pink Floyd, gruppo che dominò la scena psichedelica della loro giovinezza, i due decisero di dare vita a un gruppo fittizio appartenente al filone del rock progressivo, elaborando vari dettagli legati al loro trascorso, passando da una corposa discografia fino a eventi come raduni a festival anni settanta, oltre a parecchi viaggi fuori e dentro le prigioni di stato. Non appena Wilson riuscì a mettere abbastanza soldi da parte da poter comprare l'attrezzatura per la registrazione, fu obbligato a creare diverse ore di musica per provare la reale esistenza della sua band.
Sebbene i Porcupine Tree fossero nati come uno scherzo e Wilson fosse anche impegnato in un progetto parallelo dal nome No-Man, una collaborazione con il cantautore anglofono Tim Bowness, dal 1989 iniziò a considerare alcuni dei suoi pezzi potenzialmente commerciabili. Nello stesso anno creò una cassetta di ottanta minuti intitolata Tarquin's Seaweed Farm sotto il nome di Porcupine Tree. Mostrando ancora una volta lo spirito scherzoso del gruppo, Wilson incluse un libretto da otto pagine che conteneva delle informazioni sugli immaginari membri della band, come Sir Tarquin Underspoon e Timothy Tadpole-Jones. Wilson inviò qualche copia di Tarquin's Seaweed Farm ad alcune persone che pensava potessero essere interessate alle registrazioni. Il periodico britannico Freakbeat aveva appena iniziato il processo di formazione di una propria etichetta musicale quando ricevette la cassetta. Nonostante le miti recensioni del loro operato, ai Porcupine Tree venne subito chiesto di prendere parte alla stesura di una compilation di musica psichedelica, in collaborazione con altre band emergenti. Il processo di composizione fu molto lento e Wilson impiegò circa diciotto mesi prima del suo compimento. Nel frattempo continuò a lavorare su nuovo materiale e, nel 1990, realizzò il secondo demo The Love, Death & Mussolini E.P., pubblicato in un'edizione molto ristretta di dieci copie; l'anno successivo fu distribuito il terzo demo The Nostalgia Factory, che accrebbe la base dei fan della band, continuando ancora a coltivare la farsa che vedeva i membri del gruppo come leggendarie rock star anni settanta.

### Primi album (1991-1995)
Dopo la traccia Linton Samuel Dawson nella raccolta A Psychedelic Psauna pubblicata dalla neonata etichetta Delerium Records, i fondatori Richard Allen e Ivor Trueman si offrirono anche di pubblicare nuovamente i demo Tarquin's Seaweed Farm e The Nostalgia Factory. Duecento copie di ogni cassetta vennero vendute tramite corrispondenza del Magazine Freakbeat e presto i Porcupine Tree divennero conosciuti come un misterioso nuovo atto della scena musicale psichedelica del Regno Unito di allora. Poco dopo Wilson fu invitato dalla Delerium a firmare come uno degli artisti fondatori dell'etichetta. Il 12 maggio 1992 fu dato alle stampe l'album di debutto On the Sunday of Life..., la cui lista tracce comprende una selezione del miglior materiale delle due cassette; la restante musica non pubblicata fu in seguito distribuita all'interno della raccolta Yellow Hedgerow Dreamscape.
Durante periodo di crescita dei Porcupine Tree, i No-Man iniziarono ad ottenere successo e questo spinse Wilson ad abbandonare il suo vecchio lavoro per dedicarsi completamente alla musica. Il 7 giugno 1993 venne pubblicato il secondo album a nome Porcupine Tree, Up the Downstair, che fu ben accolto dalla critica specializzata: Melody Maker lo descrisse come «un capolavoro psichedelico [...] Uno degli album dell'anno». L'album continuò la fusione fra musica elettronica e rock e vi fecero la loro prima apparizione il tastierista Richard Barbieri e il bassista Colin Edwin, entrati successivamente in pianta stabile nella formazione.
Il 4 dicembre dello stesso anno si tenne il primo concerto del gruppo, composto anche dal batterista Chris Maitland. Il successivo album non uscì prima degli inizi del 1995. Il terzo album studio, The Sky Moves Sideways, divenne un successo fra i fan del rock progressivo, tanto che furono "eletti" i Pink Floyd degli anni novanta. Questo fu il primo album distribuito in America e fu accolto da critiche positive. Tuttavia il gruppo si ritenne insoddisfatto della natura del disco, che comprendeva in gran parte composizioni ed esecuzioni del solo Wilson (fatta eccezione per la lunga improvvisazione Moonloop), e si impose l'obbiettivo di far uscire un progetto collettivo.

### SignifyeStupid Dream(1996-1999)
Nel settembre 1996 venne dato alle stampe il quarto album in studio Signify, considerato dal gruppo come il loro vero e proprio disco di debutto, in quanto non più realizzato sotto forma di disco solista di Wilson. Ad esso seguì un'estesa tournée che culminò nel marzo del 1997 con tre date a Roma, tutte registrate per la successiva pubblicazione dell'album dal vivo Coma Divine - Recorded Live in Rome, prodotto come saluto e ringraziamento alla Delerium Records, che non si sentiva più in grado di fornire le risorse necessarie al gruppo per espandersi ancora. Alla fine del 1997 tutti gli album furono rimasterizzati e nuovamente messi in commercio.
Il gruppo spese tutto il 1998 nella registrazione del loro quinto album studio, durante il quale decise di adottare un approccio più diretto e accessibile. L'album fu registrato senza appartenere ad un'etichetta però poco prima della pubblicazione firmarono con la Snapper Music. Stupid Dream, pubblicato nel marzo 1999, fu supportato da un tour che passò da Regno Unito, Italia, Grecia, Paesi Bassi, Belgio, Svizzera, Germania, Francia, Polonia e Stati Uniti d'America. I tre singoli estratti dall'album, Piano Lessons, Stranger by the Minute e Pure Narcotic ebbero parecchia notorietà e passarono per molte stazioni radio.

### Lightbulb Sun(1998-2001)
Agli inizi degli anni duemila i Porcupine Tree entrarono in studio di registrazione per la realizzazione del sesto album in studio. Completato nel febbraio del 2000, Lightbulb Sun venne pubblicato nel mese di maggio dello stesso anno. Un sold-out a Londra inizia un breve tour nel Regno Unito, seguito dalla partecipazione ad alcuni festival europei e un tour facendo da supporto ai Dream Theater. Il gruppo continuò a viaggiare anche a cavallo fra la fine del 2000 e l'inizio del 2001, includendo anche il primo grande tour della Germania.
Durante il 2001 il gruppo annunciò la firma di un nuovo accordo internazionale con la Lava Records. Ciò portò numerosi vantaggi in termini economici, nonché una migliore promozione del nuovo disco in fase di registrazione rispetto a quelli precedenti; tuttavia l'etichetta richiese al gruppo di fare tournée più lunghi e strutturati, cosa che, come disse lo stesso Wilson in un'intervista, Maitand non si sentiva di fare. Venne scelto come sostituto Gavin Harrison, che aveva in precedenza collaborato con Richard Barbieri.

### In absentiaeDeadwing(2002-2005)
Il settimo album In absentia venne pubblicato nel 2002 e segnò un nuovo inizio dal punto di vista musicale: se i precedenti lavori si caratterizzavano per sonorità più psichedeliche e, talvolta, pop, questo disco dettò una svolta verso una direzione più progressive metal. Non è formalmente un concept album, ma molti brani hanno comunque temi molto vicini: serial killer, innocenza infantile estirpata e critiche al mondo moderno sono gli argomenti che permeano i testi di tutto l'album. L'origine del titolo è una locuzione latina che si riferisce ad una situazione in cui un imputato è impossibilitato a presentarsi ad un processo. Il disco ottenne un buon successo, venendo 100 000 copie nel primo anno.
Nel marzo 2005 fu la volta di Deadwing, album interamente costruito intorno ad un copione scritto da Wilson e Mike Bennion ed è, essenzialmente, una storia di fantasmi. Wilson espresse anche l'idea di volerlo rappresentare in un film. Furono estratti due singoli, Shallow e Lazarus, e realizzati video per tre tracce: Lazarus, The Start of Something Beautiful e Glass Arm Shattering. Collaborarono alla realizzazione del disco anche Adrian Belew dei King Crimson e Mikael Åkerfeldt degli Opeth. All'album succedette un importante tour e nell'ottobre del 2005, fu filmata la data di Chicago: Arriving Somewhere... è il primo album video del gruppo, diretto dal danese Lasse Hoile, già collaboratore del gruppo alla realizzazione delle copertine di In absentia e Deadwing.

### Fear of a Blank Planet(2007)
Dopo aver firmato con la Roadrunner Records, il gruppo si mise al lavoro per la realizzazione del nono album in studio, cui venne dato il titolo di Fear of a Blank Planet. Lo spunto per la stesura dei testi venne dato da un romanzo di Bret Easton Ellis, Lunar Park. Principalmente i testi parlano di alcuni disturbi comportamentali che affliggono i ragazzi del ventunesimo secolo, come la bipolarità o il disturbo da deficit di attenzione/iperattività e di come l'avvento di internet ed il sovraccarico di informazioni causato dai mass media spingono gli adolescenti descritti nell'opera a rifugiarsi nelle droghe e a rinchiudersi nelle loro camere. Non mancarono le collaborazioni importanti neanche in questo album, dall'assolo di Alex Lifeson dei Rush fino ai tappeti sonori di Robert Fripp.
Sempre nel 2007, inizialmente pensato come un'edizione limitata, venne fatto uscire anche Nil Recurring, un EP contenente del materiale registrato durante le sessioni di Fear of a Blank Planet, con cui condivide le tematiche. Nel 2010 uscì infine un DVD del live di Tilburg, data del tour europeo, col nome di Anesthetize.

### The Incident(2009)
Il 14 settembre 2009 il gruppo ha pubblicato il decimo album in studio The Incident, anticipato ad agosto dal singolo Time Flies. L'album è un doppio CD composto dalla title track, una suite suddivisa in 14 atti, e da quattro brani slegati dalla tematica affrontata nel primo disco.

### Reunion,Closure/Continuation(2021-presente)
Il 1º novembre 2021 i Porcupine Tree hanno annunciato la reunion dopo undici anni di pausa in una formazione a tre composta da Wilson, Barbieri e Harrison, senza di fatto Colin. Contemporaneamente è stato presentato il singolo Harridan, volto ad anticipare l'album Closure/Continuation, uscito il 24 giugno 2022 attraverso la Music for Nations. In anticipazione al disco il trio ha pubblicato ulteriori tre singoli tra marzo e giugno: Of the New Day, Herd Culling e Rats Return, gli ultimi due accompagnati anche dai rispettivi video.
Per la promozione dell'album il gruppo ha intrapreso una tournée mondiale, che li ha visti impegnati inizialmente tra il 10 settembre e il 7 ottobre 2022 in America e tra il 21 ottobre e l'11 novembre dello stesso anno anche in Europa. Per l'occasione il trio è stato accompagnato da Randy McStine alla chitarra e alla seconda voce e Nate Navarro al basso.

## Origine del nome
Rifiutandosi di dare una risposta, Wilson ha fatto nascere una controversia riguardo all'origine del nome della band. Esiste un certo numero di teorie, comprese le seguenti:
- Una leggenda degli Indiani d'America racconta di un porcospino che riesce ad ingannare gli altri animali piantando un albero sotto di sé, in modo da poter lanciare verso il basso i suoi aculei per ucciderli.
- Nel libro di Douglas Hofstadter Metamagical Themas si parla di computer, frattali e ricorsione – conosciuta nel gergo informatico come "struttura ad albero". Questo libro a pag. 409 contiene una immagine di un albero infinito di porcospini per illustrare i frattali. Wilson è conosciuto come un ex programmatore [senza fonte] e potrebbe essere stato influenzato da questo libro.

## Formazione
Attuale
- Steven Wilson – voce, chitarra, basso, tastiera, sintetizzatore, campionatore (1987-2010, 2021-presente)
- Richard Barbieri – tastiera, sintetizzatore, pianoforte (1993-2010, 2021-presente)
- Gavin Harrison – batteria, percussioni (2002-2010, 2021-presente)

Turnisti
- John Wesley – chitarra, cori (2002-2010)
- Randy McStine – chitarra, cori (2022-presente)
- Nate Navarro – basso (2022-presente)

Ex componenti
- Chris Maitland – batteria, cori (1993-2002)
- Colin Edwin – basso, contrabbasso (1993-2010)

## Discografia

### Album in studio
- 1992 – On the Sunday of Life...
- 1993 – Up the Downstair
- 1995 – The Sky Moves Sideways
- 1996 – Signify
- 1999 – Stupid Dream
- 2000 – Lightbulb Sun
- 2002 – In absentia
- 2005 – Deadwing
- 2007 – Fear of a Blank Planet
- 2009 – The Incident
- 2022 – Closure/Continuation

### Album dal vivo
- 1994 – Spiral Circus
- 1997 – Coma Divine - Recorded Live in Rome
- 2003 – XM
- 2004 – Warszawa
- 2005 – XMII
- 2006 – Rockpalast
- 2008 – We Lost the Skyline
- 2009 – Ilosaarirock
- 2010 – Atlanta
- 2012 – Octane Twisted
- 2020 – First Live Performance 4th Dec 1993
- 2020 – Köln 4th Dec 2007 (TV Broadcast)
- 2020 – Los Angeles 30th July 2003
- 2020 – Coma:Coda (Rome 1997)
- 2020 – Salford (1994)
- 2020 – IndigO2 (2008)
- 2022 – Athens (1995)
- 2023 – Closure/Continuation.Live

### Raccolte
- 1994 – Yellow Hedgerow Dreamscape
- 1998 – Metanoia
- 2000 – Voyage 34: The Complete Trip
- 2001 – Recordings
- 2002 – Stars Die: The Delerium Years 1991-1997
- 2020 – The Delerium Years 1991-1997

## Videografia
- 2006 – Arriving Somewhere...
- 2010 – Anesthetize
- 2023 – Closure/Continuation. Live. Amsterdam 07/11/22